# 西神田
西神田（日语：／ Nishi-kanda */?）是東京都千代田區的地名，現行行政地名為西神田一丁目至三丁目，為住居表示實施區域。2013年8月1日為止的人口為1,240人。郵遞區號101-0065。

## 地理
位於千代田區北部。町域北鄰三崎町，東與猿樂町之間以錦華通（錦華通り）為界，南接神田神保町，西與九段北、飯田橋之間以日本橋川為界。西神田為商業地區，多辦公大樓與商店，也有大學、專門學校等教育設施。町內也有部分住宅區。西神田一丁目位於町域東部白山通與錦華通之間，多大樓與學校。中央部的西神田二丁目位於白山通與水道橋西通（水道橋西通り）之間，有各種大樓、學校、區營住宅等。西部的西神田三丁目位於水道橋西通與日本橋川之間，專大通（専大通り）穿越此地。專大通以北有再開發建築千代田第一大廈（千代田ファーストビル）。專大通以南大樓密集。

## 歷史
江戶時代此地武家屋敷林立。當時武家地沒有正式町名，本地所在的江戶城西北一帶通稱小川町。
1934年（昭和9年）神田區西小川町、今川小路町與麴町區飯田町二～三丁目合併成立西神田、1967年（昭和42年）實施新住居表示。

### 地名由來
位於神田地區西部而得名。

## 交通

### 鐵路
町域内無鐵路站，可利用西南部九段下站、南東部神保町站、北部水道橋站、西北部飯田橋站。

### 道路
一丁目與二丁目之間有白山通，二丁目與三丁目之間有水道橋西通兩條南北向道路。三丁目内有東西向的專大通。地域西部的日本橋川上有首都高速5號池袋線，當地設有西神田出入口。

## 設施

### 西神田一丁目
- 日本大學經濟學部（2號館、3號館、5號館。本館在鄰近的三崎町）
- 大原學園（日语：学校法人大原学園）
- 東光電氣工事
- 天主教神田教會

### 西神田二丁目
- 日本大學法學部（7號館、9號館、圖書館。本部在鄰近的三崎町）
- 日本大學通信教育部（1號館。本館在鄰近的三崎町）
- 大原大學院大學（日语：大原大学院大学）
- 大原學園本館、大原法律專門學校、大原簿記專門學校（日语：学校法人大原学園）
- 研數學館（日语：研数学館）
- 東京設計師學院（日语：専門学校東京デザイナー学院）（東京デザイナー學院）
- 東方學會（日语：東方学会）
- 日本書道教育學會（日语：日本書道教育学会）
- 西神田COSMOS館（西神田コスモス館）（區營住宅與保育園等）
- 西神田公園

### 西神田三丁目
- 千代田第一大廈（千代田ファーストビル）
- 弘道會大樓
- 朝日出版社（日语：朝日出版社）

## 備註
1. ↑  .   [2013-08-17]. （原始内容存档于2013-10-27）.
2. ↑  .   [2013-08-17]. （原始内容存档于2020-09-23）.